# Pelham Bay Park (stacja metra)
Pelham Bay Park – stacja początkowa metra nowojorskiego, na linii 6. Znajduje się w dzielnicy Bronx, w Nowym Jorku i zlokalizowana jest przed stacją Buhre Avenue. Została otwarta 20 grudnia 1920.